# Пестрогрудки
Пестрогрудки (лат. Bradypterus) — род воробьиных насекомоядных птиц семейства сверчковых (Locustellidae).

## Классификация
На июнь 2024 года в род включают 12 видов:
- Bradypterus baboecala (Vieillot, 1817) — Болотная пестрогрудка
- Bradypterus bangwaensis Delacour, 1943
- Bradypterus barratti Sharpe, 1876 — Певчая пестрогрудка
- Bradypterus brunneus (Sharpe, 1877)
- Bradypterus carpalis Chapin, 1916 — Белокрылая пестрогрудка
- Bradypterus centralis Neumann, 1908
- Bradypterus cinnamomeus (Rüppell, 1840) — Коричная пестрогрудка
- Bradypterus grandis Ogilvie-Grant, 1917 — Большая пестрогрудка
- Bradypterus graueri Neumann, 1908 — Проворная пестрогрудка
- Bradypterus lopezi (Alexander, 1903)
- Bradypterus seebohmi (Sharpe, 1879) — Горная пестрогрудка
- Bradypterus sylvaticus Sundevall, 1860 — Капская пестрогрудка